# Fischbach bei Dahn
Fischbach bei Dahn település Németországban, Rajna-vidék-Pfalz tartományban. Lakosainak száma 1490 fő (2023. december 31.).

## Népesség
A település népességének változása:
| Lakosok száma | 1491 | 1522 | 1509 | 1473 | 1464 | 1490 |
|               | 1975 | 2017 | 2019 | 2021 | 2022 | 2023 |